# Planisphaerium

Planisphaerium  est une œuvre de Ptolémée dans laquelle il explore les outils mathématiques permettant de projeter des objets inscrits sur la sphère céleste dans un plan en utilisant une projection stéréographique, une méthode qui conserve les propriétés du cercle. Ce travail est appliqué dans la construction d'astrolabes.

## Publication

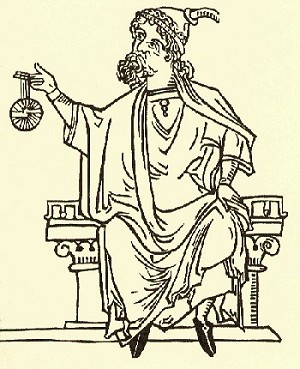
Herman le Dalmate, traducteur du Planisphaerium, avec un astrolabe.

Le Planisphaerium, écrit en grec ancien, est une des nombreuses œuvres scientifiques antiques ayant survécu grâce à leur traduction  en arabe. Une des raisons de l'intérêt pour le Planisphaerium est que la projection stéréographique est la base pour la construction d'astrolabes, un instrument très utilisé dans le monde musulman au moyen âge.
La plus ancienne traduction connue du Planisphaerium en arabe a été effectuée à Bagdad lors du mouvement de traduction de l'âge d'or islamique.
Au XIIe siècle, le Planisphaerium a été traduit de l'arabe au latin par Herman le Dalmate, avec ses commentaires par Maslama al-Mayriti.